# Eugène François van Hoobrouck de Mooreghem

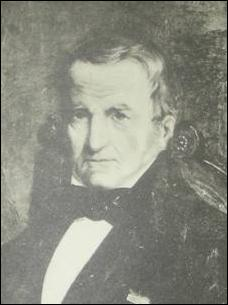

Eugène François Colette van Hoobrouck de Mooreghem (Gent, 27 april 1756 - Moregem, 8 oktober 1843) was lid van het Belgisch Nationaal Congres, burgemeester, gemeenteraadslid, provincieraadslid en senator.

## Levensloop
Van Hoobrouck was een familie van vooral in Gent en het Gentse gevestigde notabelen. Louis van Hoobrouck was de eerste om in 1658 geadeld te worden. Emmanuel-Charles van Hoobrouck (1704-1780), heer van Asper en Mooreghem, was schepen van Gedele en stadsthesaurier van Gent. Hij was getrouwd met Eléonore-Françoise de Schifer und Freyling. Eugène François van Hoobrouck was de jongste van hun twaalf kinderen (acht jongens en vier meisjes) en hij erfde de heerlijkheid Moregem.
Na zijn humaniora te hebben doorlopen in het Engels college van de jezuïeten in Brugge, begon hij in 1772 aan de studies filosofie en daarna rechten aan de universiteit van Leuven. Onmiddellijk na zijn studies, volgde hij in 1778 zijn vader op als thesaurier van de stad Gent. In 1779 werd hij bijkomend ook tot hoogpointer voor de kasselrij Oudenaarde benoemd. Als gevolg hiervan werd hij lid van de Staten van Vlaanderen.
Vanaf het jaar 1780, toen keizer Jozef II zijn eerste hervormingen aankondigde, trad Van Hoobrouck tot de oppositie toe en verzette hij zich, samen met de andere hoogpointers langs de wettelijke weg van de protesten maar vanaf 1787 met meer revolutionaire middelen, tegen de opheffing en verstoring van de administratieve en rechterlijke orde in onze provincies, zoals hij het later in zijn autobiografie schreef.
In de zomer van 1787 behoorde hij tot de delegatie van de Staten van Vlaanderen die, samen met de Staten van Brabant, van landvoogdes Maria Christina van Saksen-Teschen de opschorting voor onbepaalde duur van de genomen maatregelen bekwam. Hij werd vervolgens een actief lid van het geheime genootschap Pro aris et focis, dat hem op 2 december 1789 als afgevaardigde stuurde naar het revolutionaire comité in Breda, waar beslist werd de Staten-Generaal op 17 december in Brussel samen te roepen. Hij werd daarop afgevaardigde in het Congres van de Verenigde Nederlandse Staten en, net als Jan Raepsaet eiste hij een herstel van de vroeger bestaande orde. Hij nam al in april 1790 ontgoocheld ontslag, nadat hij vergeefs gepoogd had de meningsverschillen op te lossen die gerezen waren tussen het door de statisten gedomineerd Congres en de vonckistische generaal Jan Andries vander Mersch.
Op 18 mei 1790 trouwde hij met Marie-Anne Hamelinck (1762-1837), dochter van de erfachtige griffier van de Raad van Vlaanderen, Willem Hamelinck. Hamelinck was tien jaar eerder in de adelstand opgenomen. Het belet niet dat dit vanuit een adellijk standpunt eerder een mesalliance was, ook al behoorde Hamelinck tot de ambtelijke machthebbers. Het jonge koppel trok voor zes weken naar Engeland op huwelijksreis en kreeg tussen 1791 en 1802 zeven kinderen. De jongste, Constance van Hoobrouck (1802-1888), trouwde met Albert van Hoobrouck de Fiennes.
Hierna hernam hij zijn functie bij de Staten van Vlaanderen in Gent. Toen de Oostenrijkse troepen de legerbenden van de Staten versloegen en Gent naderden, trad Van Hoobrouck als afgevaardigde op om aan de Oostenrijkse generaal Bender de onderwerping van Vlaanderen te gaan meedelen. Daarop trok hij als afgevaardigde van de Staten naar Den Haag voor besprekingen met de Oostenrijkse gezant De Mercy d'Argenteau, met als gevolg dat de Oostenrijkse Nederlanden in hun vroegere status werden hersteld.
Tijdens de eerste Oostenrijkse restauratie richtte van Hoobrouck zijn hoop op de Franse revolutionairen en op de mogelijkheid dat ze de Belgische provincies van de Oostenrijkers zouden bevrijden. Dat deden ze dan ook tegen het einde van 1792.

## Franse tijd en Verenigd Koninkrijk der Nederlanden
Na hun overwinning in Jemappes (1792), overspoelden de Franse legers de Zuidelijke Nederlanden. Generaal Dumouriez had verklaard dat het om een vriendschappelijke bezetting ging, die aan de Nederlanders moest toelaten hun onafhankelijkheid te verwerven. In Parijs zag men dit echter zo niet en wilde men de Oostenrijkse Nederlanden zonder meer inpalmen. Drieëntwintig vertegenwoordigers van de provincies, onder wie Van Hoobrouck, ondertekenden een protestbrief, die hen meteen op een lijst van te verbannen lieden deed plaatsen. Het stadhuis van Gent werd door een legertje sansculotten overvallen om de aanwezigen te arresteren. Van Hoobrouck kon langs een achterdeur ontsnappen.
Na de korte tussenpauze van terugkeer van de Oostenrijkers, waren de Fransen er weer en in juli 1794 werd de kasselrij Oudenaarde afgeschaft en werd Van Hoobrouck ambteloos. In tegenstelling tot veel andere edelen emigreerde hij niet, onder invloed van de familie van zijn vrouw die niet tegen de annexatie bij Frankrijk en de afschaffing van het ancien régime gekant was. In september werd hij, met enkele tientallen anderen, weggevoerd als gijzelaar in garantie van de oorlogsbelastingen die de stad Gent moest opbrengen. Hij zat vijf maanden opgesloten in de citadel van Amiens. Toen hij vrij kwam kon hij zich op zijn buitengoed terugtrekken. In 1798 werd hij als vijand van de Republiek weer opgepakt, verdacht medeverantwoordelijk te zijn voor de Boerenkrijg, en samen met anderen naar Parijs gevoerd, waar hij twaalf weken, tot 14 mei 1799, opgesloten zat in de Sainte-Pelagiegevangenis.
De staatsgreep van 18 Brumaire werd door hem begroet als een begin van terugkeer naar een ordelijke samenleving. Hij werd nu aangezocht om opnieuw functies te bekleden. De eerste was in 1803 het lidmaatschap van het kiescollege van Oudenaarde. Hij werd door de prefect voorgedragen als burgemeester van Gent maar dit bleek om administratieve redenen onmogelijk. Op 3 december 1803 werd hij lid van de algemene raad van het Leiedepartement. In 1804 werd hij, op zijn verzoek, tot algemeen directeur benoemd in Brugge van de 'Algemene rechten' voor het departement van de Leie en bleef dit tot in 1810. Daarna keerde hij naar een ambteloos leven terug in Gent en op het kasteel dat hij ondertussen in Moregem had gebouwd.
Vanaf 1814 was Van Hoobrouck lid van de Gentse intendentieraad, opvolger van de departementsraad en wat later werd hij adjunct-maire van Gent. Hij behoorde tot de stemgerechtigden voor de goedkeuring van de Grondwet en was verbolgen toen de meerderheid van de neen stemmen over het hoofd werd gezien. Hij liet zijn ongenoegen blijken tijdens een bezoek van Willem I aan Gent en dit betekende het einde van zijn bescheiden functies. Hij werd opnieuw ambteloos burger en interesseerde zich voortaan voor de landbouw en de nijverheid. Hij begon met een onderneming voor zijdeproductie en een jeneverstokerij, met beperkt succes. Hij werd vaak lastiggevallen door de overheid, wat hem in 1825 deed besluiten om in Parijs te gaan wonen. In 1828 was hij weer in Gent en begon deel te nemen aan de 'petitiebeweging' tegen de politiek van Willem I. Hij vroeg zelfs zijn opname in de ridderschap van Oost-Vlaanderen, met de bedoeling een rol in de Provinciale Staten te kunnen spelen.
Zijn aanvraag van augustus 1829, die een adelserkenning inhield, werd aanvaard, maar werd (vergetelheid? de omstandigheden van de tijd? onwil van de bevoegde overheid?) niet gepubliceerd en had dus geen concreet gevolg. Het is pas in het koninkrijk België, bij Koninklijk Besluit van 6 augustus 1837, dat zijn adelserkenning werd bevestigd.

## Belgisch koninkrijk
In oktober 1830 werd Van Hoobrouck door de kiezers van het arrondissement Oudenaarde verkozen voor het Nationaal Congres. Met zijn 75 jaar was hij een van de oudste leden. Hij was samen met Jean-François Gendebien degene die de langste ervaring met beraadslagende vergaderingen had. Hij was er weinig actief, althans tijdens de openbare zittingen. Zijn stemgedrag was als volgt: voor de onafhankelijkheidsverklaring, voor de eeuwigdurende uitsluiting van de Nassaus, voor de hertog van Leuchtenberg, voor Leopold van Saksen-Coburg en voor de aanvaarding van het Verdrag der XVIII Artikelen. De twee uitvoeriger redevoeringen die hij hield waren, de eerste om de kandidatuur te verdedigen van Leuchtenberg, de tweede om de argumenten voor de verkiezing van Leopold te ontwikkelen. In beide gevallen was zijn voornaamste argument dat moest vermeden worden iemand van de Franse koninklijke familie te kiezen, omdat dit de eerste stap zou betekend hebben naar een opslorping van België door Frankrijk.
Ook nog in oktober 1830 werd Van Hoobrouck burgemeester van Moregem en bleef dit tot aan zijn dood. In augustus 1831 werd hij tot senator voor het arrondissement Oudenaarde verkozen en hij bleef dit tot in 1835. Bij iedere openingszitting zat hij voor, als ouderdomsdeken. Hij stemde voor de aanvaarding van het Verdrag der XXIV Artikelen. Van 1835 tot 1840 was hij nog provincieraadslid van Oost-Vlaanderen.
De oudste van zijn zeven kinderen was Eugène Marie van Hoobrouck de Mooreghem (1791-1856) die eveneens senator werd en die in 1812 trouwde met Anne, de dochter van de Brugse edelman Englebert de Schietere de Caprijke. Deze zoon verkreeg in 1838 de erfelijke titel van 'Baron de Mooreghem'. De familie is uitgedoofd.

## Publicaties
- Précis sur la dette Belgique, présenté au gouvernement Français, 1804.
- La liberté du commerce des grains, considérée sous le rapport de ses effets dans la Belgique, Gent, 1824.
- L'Agriculture dans les rapports avec le commerce, l'impôt sur la mouture et les distilleries dans ses rapports avec l'agriculture, Gent, 1825.